# Ware, Massachusetts
Ware är en kommun (town) i Hampshire County i Massachusetts. Vid 2010 års folkräkning hade Ware 9 872 invånare.